# Грейг, Роберт
Роберт Грейг (англ. Robert Greig; 27 декабря 1879 — 27 июня 1958) — американский актёр австралийского происхождения.

## Биография
Грейг родился в Мельбурне, Австралия, и переехал в США в 1928 году.
В том же 1928 году он дебютировал на Бродвее в оперетте «Марица». Также он участвовал в комедии братьев Маркс «Истребители животных», в которой он играл роль дворецкого Ульи. Эту же роль он сыграл в киноверсии пьесы, вышедшей в 1930 году, дебютировав таким образом на большом экране. Всю свою последующую карьеру в кино он,главным образом, играл роли дворецких и слуг.
В 1938 году Грейг последний раз принял участие в нескольких спектаклях на Бродвее и сконцентрировался на карьере киноактёра. Он сотрудничал с братьями Маркс в фильмах «Лошадиные перья» (1932), в котором он сыграл профессор биологии, и «Дворецкий Джиттерс» (1932), в котором ему досталась роль Джиттерса. Фильмами, в которых он выступил не в амплуа «дворецкого», были «Косоглазый кавалер» (1934), где Грейг исполнил роль герцога Уэскита, «Теодора сходит с ума» (1936), где он сыграл роль дяди Теодоры Джона, и «Алжир» (1938), где он сыграл богатого покровителя персонажа Хеди Ламарр.
В 1940-х годах Грейг был участником неофициального общества характерных актёров, основанного Престоном Стёрджесом. Он появился в шести фильмах, режиссёром и автором сценария которых был Престон Стёрджес, в число которых входили «Странствия Салливана», «Леди Ева» и «Приключения в Палм-Бич». Последним фильмом Грейга была лента «Дева мести» (1949) с Полетт Годдар в главной роли, в котором он сыграл эпизодическую роль.
Грейг умер в Лос-Анджелесе 27 июня 1958 года в возрасте 78 лет. Похоронен на кладбище Святого Креста в Калвер-Сити, Калифорния.

## Избранная фильмография
| Год  |   | Русское название                               | Оригинальное название                        | Роль                   |
| ---- | - | ---------------------------------------------- | -------------------------------------------- | ---------------------- |
| 1931 | ф | Без предела                                    | No Limit                                     | швейцар                |
| 1932 | ф | Неприятности в раю                             | Trouble in Paradise                          | дворецкий Жак          |
| 1935 | ф | Знак вампира                                   | Mark of the Vampire                          | толстяк                |
| 1936 | ф | Великий Зигфелд                                | The Great Ziegfeld                           | дворецкий Зигфелд      |
| 1936 | ф | Дьявольская кукла                              | The Devil-Doll                               | Эмиль Кулве            |
| 1937 | ф | Лёгкая жизнь                                   | Easy Living                                  | дворецкий              |
| 1938 | ф | Алжир                                          | Algiers                                      | Андре Жиро             |
| 1938 | ф | С собой не унесёшь                             | You Can’t Take It With You                   | лорд Мелвилл           |
| 1940 | ф | Багдадский вор                                 | The Thief of Bagdad                          | человек из Басры       |
| 1941 | ф | Леди Ева                                       | The Lady Eve                                 | Берроуз                |
| 1941 | ф | Странствия Салливана                           | Sullivan’s Travels                           | дворецкий Салливана    |
| 1942 | ф | Сказки Манхэттена                              | Tales of Manhattan                           | портной                |
| 1942 | ф | Я женился на ведьме                            | I Married a Witch                            | городской глашатай     |
| 1942 | ф | Приключения в Палм-Бич                         | The Palm Beach Story                         | член охотничьего клуба |
| 1942 | ф | Арабские ночи                                  | Arabian Nights                               | евнух                  |
| 1944 | ф | Летняя буря                                    | Summer Storm                                 | Грегори                |
| 1945 | ф | Портрет Дориана Грея                           | The Picture Of Dorian Gray                   | сэр Томас              |
| 1947 | ф | Сумасшедшая среда, или Грех Гарольда Диддлбока | The Sin of Harold Diddlebock / Mad Wednesday | Элжернон Макнифф       |
| 1948 | ф | Только ваш                                     | Unfaithfully Yours                           | Джулс                  |